# Taepodong-1

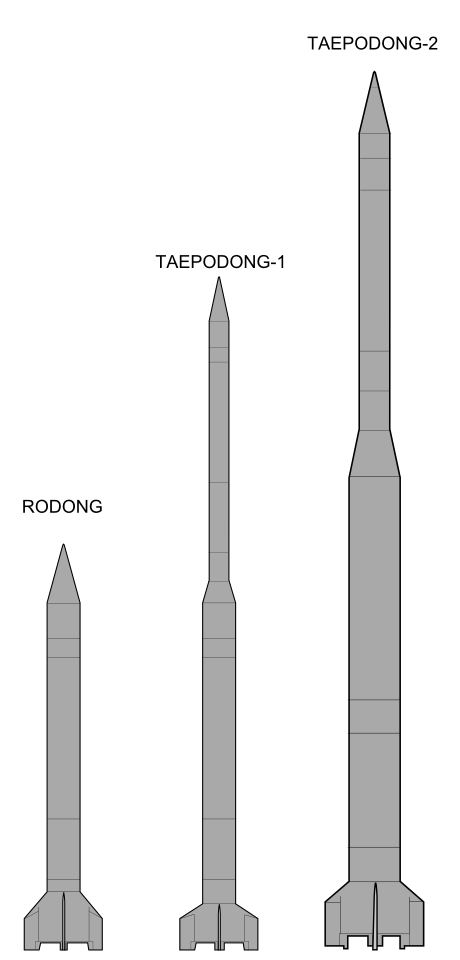
Tailles comparées (de gauche à droite) des missiles Rodong-1, Taepodong-1 et Taepodong-2.

Le Taepodong-1 est un ancien missile balistique de moyenne portée à deux étages développé par la Corée du Nord. Il était dérivé du missile Rodong-1 pour le premier étage et du missile Scud pour le second, et aurait pu servir de vecteur pour une arme nucléaire. Sa portée aurait été de l'ordre de 2 000 km. Dans une configuration à trois étages, parfois appelée NKSL-1 et baptisée Paektusan (en référence au mont Paektu), il peut être utilisé comme lanceur d'engins spatiaux.
Son successeur est le Taepodong-2.

## Histoire
La Corée du Nord a procédé en août 1998 au tir d'essai d'un missile Taepodong-1 qui a survolé le Japon avant de tomber en mer, provoquant un incident diplomatique. Il s'agissait officiellement de la mise sur orbite d'un satellite appelé Kwangmyŏngsŏng-1 : dans un premier temps, les spécialistes américains du Pentagone ont mis en doute la réalité de cet essai, faute de détection par des moyens visuels, radios ou par radar. Après des analyses complémentaires, ils ont conclu qu'il y avait bien eu une tentative de lancement de missile, mais que le troisième étage s'était détaché peu après le lancement
En 2009, le National Air and Space Intelligence Center (en) des États-Unis (NASIC) a déclaré que le Taepodong-1 était un démonstrateur technologique utilisé pour le développement d'un missile à plus longue portée.
Il semble que son programme ait été abandonné au profit du Taepodong-2.

## Description
- Hauteur : 25,80 m
- Diamètre : 1,80 m
- Masse totale : 33 406 kg
- Poussée au décollage : 525,25 kN